# Società Sportiva Lazio 1957-1958
Questa voce raccoglie le informazioni riguardanti la Società Sportiva Lazio nelle competizioni ufficiali della stagione 1957-1958.

## Stagione
La Lazio nel campionato di Serie A 1957-1958 si classificò al dodicesimo posto con 30 punti, a pari merito con Alessandria, Genoa, Sampdoria e SPAL.
Nel mese di giugno iniziò la fase a gironi della Coppa Italia 1958, terminata nel corso della stagione successiva e conclusa con il successo della Lazio, che ottenne così il primo trofeo nazionale della sua storia.

## Organigramma societario
Area direttiva
- Presidente: Leonardo Siliato

Area tecnica
- Direttore tecnico: da febbraio Dino Canestri
- Allenatore: Milovan Ćirić, da febbraio Alfredo Monza, da giugno[5] Fulvio Bernardini

## Divise
| Manica sinistra · Manica sinistra · Maglietta · Maglietta · Manica destra · Manica destra · Pantaloncini · Calzettoni · Calzettoni |
| Casa |

| Manica sinistra · Manica sinistra · Maglietta · Manica destra · Manica destra · Pantaloncini · Calzettoni · Calzettoni |
| Trasferta |

## Rosa
| N. |                   | Ruolo | Calciatore         |
| -- | ----------------- | ----- | ------------------ |
|    | Italia (bandiera) | P     | Nicola Giannisi    |
|    | Italia (bandiera) | P     | Roberto Lovati     |
|    | Italia (bandiera) | P     | Nello Orlandi      |
|    | Italia (bandiera) | D     | Mario Colombo      |
|    | Italia (bandiera) | D     | Giovanni Di Veroli |
|    | Italia (bandiera) | D     | Adelmo Eufemi      |
|    | Italia (bandiera) | D     | Nicola Lo Buono    |
|    | Italia (bandiera) | D     | Giovanni Molino    |
|    | Italia (bandiera) | D     | Alfredo Napoleoni  |
|    | Italia (bandiera) | D     | Umberto Pinardi    |
|    | Italia (bandiera) | C     | Natale Borsani     |
|    | Italia (bandiera) | C     | Giorgio Bravi      |
|    | Italia (bandiera) | C     | Franco Carradori   |

| N. |                    | Ruolo | Calciatore        |
| -- | ------------------ | ----- | ----------------- |
|    | Italia (bandiera)  | C     | Dante Castellazzi |
|    | Italia (bandiera)  | C     | Luigi Fuin        |
|    | Italia (bandiera)  | C     | Arnaldo Lucentini |
|    | Italia (bandiera)  | C     | Antonio Mattioli  |
|    | Italia (bandiera)  | C     | Luigi Moltrasio   |
|    | Italia (bandiera)  | C     | Ugo Pozzan        |
|    | Italia (bandiera)  | A     | Renzo Burini      |
|    | Italia (bandiera)  | A     | Nicola Chiricallo |
|    | Italia (bandiera)  | A     | Brunello Cocciuti |
|    | Italia (bandiera)  | A     | Ermes Muccinelli  |
|    | Svezia (bandiera)  | A     | Arne Selmosson    |
|    | Brasile (bandiera) | A     | Humberto Tozzi    |
|    | Italia (bandiera)  | A     | Pasquale Vivolo   |

## Calciomercato
| Acquisti | Acquisti          | Acquisti    | Acquisti      |
| R.       | Nome              | da          | Modalità      |
| -------- | ----------------- | ----------- | ------------- |
| P        | Aldo De Fazio     | Salernitana | fine prestito |
| P        | Nicola Giannisi   | Casertana   | fine prestito |
| D        | Mario Colombo     | Pro Patria  | definitivo    |
| C        | Natale Borsani    | Atalanta    | fine prestito |
| C        | Giorgio Bravi     | Taranto     | fine prestito |
| C        | Dante Castellazzi | Taranto     | fine prestito |
| C        | Ugo Pozzan        | Bologna     | definitivo    |
| A        | Brunello Cocciuti | Reggina     | fine prestito |
| A        | Nicola Menichelli | Vulsinia    | definitivo    |

| Cessioni | Cessioni           | Cessioni | Cessioni      |
| R.       | Nome               | a        | Modalità      |
| -------- | ------------------ | -------- | ------------- |
| P        | Aldo De Fazio      |          | fine carriera |
| D        | Primo Sentimenti V | Udinese  | definitivo    |
| C        | Franco Zaglio      | SPAL     | definitivo    |
| A        | Lorenzo Bettini    | Udinese  | definitivo    |
| A        | Karl Aage Præst    |          | fine carriera |

## Risultati

### Serie A

#### Girone di andata
| Arbitro: | Ferrari (Milano) |

|                                   |           |                   |
| Hamrin 23’ Moro 29’ Chiumento 34’ | Marcatori | 24’ (rig.) Burini |

| Arbitro: | Bonetto (Torino) |

|                                                           |           |                                     |
| Greco 18’ (aut.) Bodi 28’ (aut.) Vivolo 51’ Selmosson 63’ | Marcatori | 24’ Pivatelli 26’ Maschio 82’ Vukas |

| Arbitro: | Mayer |

|                                                 |           |                          |
| Angelillo 3’, 60’, 83’ Lorenzi 12’ Skoglund 44’ | Marcatori | 53’ Selmosson 54’ Burini |

| Arbitro: | Lo Bello (Siracusa) |

|                                |           |  |
| Burini 24’ (rig.) Cocciuti 72’ | Marcatori |  |

| Arbitro: | Pieri (Trieste) |

|                                             |           |  |
| Traverso 36’ Vonlanthen 57’, 64’ Vitali 86’ | Marcatori |  |

| Arbitro: | Menchini (Udine) |

|               |           |            |
| Annovazzi 48’ | Marcatori | 76’ Pozzan |

| Arbitro: | Liverani (Torino) |

|                                                 |           |             |
| Vivolo 10’ (rig.) Pozzan 37’, 47’ Selmosson 69’ | Marcatori | 88’ Vinício |

| Arbitro: | Seipelt |

|                                       |           |  |
| Lojodice 63’ Da Costa 70’ Ghiggia 86’ | Marcatori |  |

| Arbitro: | Rigato (Mestre) |

|                    |           |                           |
| Muccinelli 1’, 69’ | Marcatori | 19’ Lojacono 83’ Montuori |

| Arbitro: | Campanati (Milano) |

|                                      |           |                    |
| Charles 38’ Stacchini 44’ Sívori 87’ | Marcatori | 48’ (aut.) Corradi |

| Arbitro: | Groppi |

|           |           |          |
| Tozzi 10’ | Marcatori | 34’ Bean |

| Arbitro: | Pieri (Trieste) |

|           |           |            |
| Conti 21’ | Marcatori | 46’ Burini |

| Arbitro: | Ferrari (Milano) |

|                |           |              |
| Muccinelli 18’ | Marcatori | 50’ Santelli |

| Arbitro: | Jonni (Macerata) |

|           |           |  |
| Tozzi 80’ | Marcatori |  |

| Arbitro: | Annoscia (Bari) |

|                                      |           |  |
| Campanini 24’ Rozzoni 55’ Zaglio 60’ | Marcatori |  |

| Roma 5 gennaio 1958 16ª giornata | Lazio          | 0 – 0 referto | Genoa | Stadio Olimpico\| Arbitro: \| Righi (Milano) \| |
| Arbitro:                         | Righi (Milano) |               |       |                                                 |

| Arbitro: | Marchese (Frattamaggiore) |

|            |           |  |
| Larini 71’ | Marcatori |  |

#### Girone di ritorno
| Arbitro: | Annoscia (Bari) |

|             |           |  |
| Pinardi 50’ | Marcatori |  |

| Arbitro: | Lo Bello (Siracusa) |

|                                                         |           |  |
| Pivatelli 25’ (rig.) Pascutti 33’, 38’, 80’ Bonafin 78’ | Marcatori |  |

| Arbitro: | Pieri (Trieste) |

|                                |           |               |
| Burini 7’ Tozzi 23’ Pozzan 74’ | Marcatori | 63’ Angelillo |

| Arbitro: | Grignani (Milano) |

|                  |           |  |
| David 52’ (rig.) | Marcatori |  |

| Arbitro: | Famulari (Messina) |

|                              |           |             |
| Moltrasio 21’ Muccinelli 90’ | Marcatori | 23’ Manenti |

| Arbitro: | Liverani (Torino) |

|                                        |           |            |
| Vivolo 34’ Moltrasio 50’ Selmosson 87’ | Marcatori | 10’ Perani |

| Arbitro: | Bonetto (Torino) |

|                    |           |               |
| Pesaola 48’ (rig.) | Marcatori | 32’ Selmosson |

| Arbitro: | Liverani (Torino) |

|                          |           |              |
| Selmosson 81’ Burini 83’ | Marcatori | 89’ Da Costa |

| Arbitro: | Marchese (Frattamaggiore) |

|                                 |           |  |
| Pinardi 11’ (aut.) Montuori 62’ | Marcatori |  |

| Arbitro: | Rigato (Mestre) |

|              |           |                                 |
| Selmosson 5’ | Marcatori | 9’, 12’, 83’ Charles 68’ Sívori |

| Arbitro: | Bonetto (Torino) |

|                                                 |           |                |
| Galli 4’, 18’, 40’, 47’, 50’ (rig.) Mariani 48’ | Marcatori | 76’ Muccinelli |

| Arbitro: | Marchese (Frattamaggiore) |

|                                     |           |                               |
| Burini 29’ (rig.) Vivolo 64’ (rig.) | Marcatori | 57’ Firmani 83’ (rig.) Tortul |

| Arbitro: | Angelini (Firenze) |

|             |           |              |
| Bearzot 62’ | Marcatori | 4’ Selmosson |

| Arbitro: | Righi (Milano) |

|             |           |  |
| Bettini 69’ | Marcatori |  |

| Arbitro: | Lo Bello (Siracusa) |

|           |           |            |
| Tozzi 59’ | Marcatori | 69’ Prenna |

| Arbitro: | Pieri (Trieste) |

|                                                               |           |                |
| Pinardi 25’ (aut.) Dal Monte 48’, 80’ Abbadie 52’ Barison 76’ | Marcatori | 33’, 60’ Tozzi |

| Arbitro: | Bonetto (Torino) |

|                                                 |           |  |
| Pozzan 6’ Selmosson 26’ Tozzi 46’ Carradori 51’ | Marcatori |  |

### Coppa Italia

#### Fase a gironi
| 1ª giornata | Lazio | 5 – 1 | Palermo |  |

| 2ª giornata | Lazio | 3 – 1 | Napoli |  |

| 3ª giornata | Roma | 2 – 3 | Lazio |  |

| 4ª giornata | Palermo | 2 – 2 | Lazio |  |

| 5ª giornata | Napoli | 0 – 4 | Lazio |  |

| 6ª giornata | Lazio | 1 – 1 | Roma |  |

#### Fase finale
| Arbitro: | Marchese di Napoli |

|                          |           |             |
| 13' Fumagalli, 32' Tozzi | Marcatori | 24' Rovatti |

| Roma 14 settembre 1958 Semifinale | Lazio | 2 – 0 | Juventus | Stadio Olimpico |

| Arbitro: | Marchese (Napoli) |

|           |           |  |
| Prini 30’ | Marcatori |  |

## Statistiche

### Statistiche di squadra
| Competizione       | Punti | In casa | In casa | In casa | In casa | In casa | In casa | In trasferta | In trasferta | In trasferta | In trasferta | In trasferta | In trasferta | Totale | Totale | Totale | Totale | Totale | Totale | DR  |
| Competizione       | Punti | G       | V       | N       | P       | Gf      | Gs      | G            | V            | N            | P            | Gf           | Gs           | G      | V      | N      | P      | Gf     | Gs     | DR  |
| ------------------ | ----- | ------- | ------- | ------- | ------- | ------- | ------- | ------------ | ------------ | ------------ | ------------ | ------------ | ------------ | ------ | ------ | ------ | ------ | ------ | ------ | --- |
| Serie A            | 30    | 17      | 10      | 6       | 1       | 34      | 19      | 17           | 0            | 4            | 13           | 11           | 46           | 34     | 10     | 10     | 14     | 45     | 65     | -20 |
| Campionato Cadetti | 29    | 11      | 8       | 2       | 1       | 30      | 7       | 11           | 4            | 3            | 4            | 18           | 15           | 22     | 12     | 5      | 5      | 48     | 22     | +26 |
| Totale             |       | 28      | 18      | 8       | 2       | 64      | 26      | 28           | 4            | 7            | 17           | 29           | 61           | 56     | 22     | 15     | 19     | 93     | 87     | +6  |

### Statistiche dei giocatori
Nel conteggio delle reti realizzate si aggiungano tre autoreti a favore in campionato e tre autoreti a favore in campionato Cadetti.
| Giocatore          | Serie A  | Serie A | Campionato Cadetti | Campionato Cadetti | Totale   | Totale |
| Giocatore          | Presenze | Reti    | Presenze           | Reti               | Presenze | Reti   |
| ------------------ | -------- | ------- | ------------------ | ------------------ | -------- | ------ |
| A. Biancolin       | -        | -       | 4                  | 3                  | 4        | 3      |
| N. Borsani         | -        | -       | -                  | -                  | -        | -      |
| G. Bravi           | 6        | 0       | 15                 | 2                  | 21       | 2      |
| R. Burini          | 20       | 7       | 4                  | 4                  | 24       | 11     |
| F. Carradori       | 25       | 1       | 3                  | 1                  | 28       | 2      |
| D. Castellazzi     | 6        | 0       | 15                 | 0                  | 21       | 0      |
| N. Chiricallo      | 3        | 0       | 22                 | 9                  | 25       | 9      |
| P. Cioccarelli     | -        | -       | 1                  | 0                  | 1        | 0      |
| G. Ciucci Giuliani | -        | -       | 1                  | 0                  | 1        | 0      |
| B. Cocciuti        | 6        | 1       | 17                 | 11                 | 23       | 12     |
| M. Colombo         | 6        | 0       | 14                 | 0                  | 20       | 0      |
| G. Di Veroli       | 1        | 0       | 17                 | 0                  | 18       | 0      |
| A. Eufemi          | 21       | 0       | 6                  | 0                  | 27       | 0      |
| L. Fuin            | 18       | 0       | 3                  | 0                  | 21       | 0      |
| N. Giannisi        | 1        | -3      | 5                  | -4                 | 6        | -7     |
| L. Giglietti       | -        | -       | 4                  | -3                 | 4        | -3     |
| M. Giovagnoni      | -        | -       | 3                  | 0                  | 3        | 0      |
| A. Laquidara       | -        | -       | 3                  | 0                  | 3        | 0      |
| N. Lo Buono        | 16       | 0       | 10                 | 1                  | 26       | 1      |
| R. Lovati          | 26       | -40     | -                  | -                  | 26       | -40    |
| A. Lucentini       | 6        | 0       | 12                 | 7                  | 18       | 7      |
| A. Mattioli        | 1        | 0       | 4                  | 2                  | 5        | 2      |
| N. Menichelli      | -        | -       | 8                  | 0                  | 8        | 0      |
| G. Molino          | 34       | 0       | -                  | -                  | 34       | 0      |
| L. Moltrasio       | 9        | 2       | 5                  | 1                  | 14       | 3      |
| E. Muccinelli      | 32       | 5       | -                  | -                  | 32       | 5      |
| A. Napoleoni       | 4        | 0       | 16                 | 0                  | 20       | 0      |
| C. Natali          | -        | -       | 12                 | 0                  | 12       | 0      |
| B. Nuccitelli      | -        | -       | 1                  | 0                  | 1        | 0      |
| N. Orlandi         | 7        | -22     | 17                 | -15                | 24       | -37    |
| U. Pinardi         | 30       | 1       | 2                  | 0                  | 32       | 1      |
| U. Pozzan          | 27       | 5       | 2                  | 1                  | 29       | 6      |
| A. Selmosson       | 33       | 9       | -                  | -                  | 33       | 9      |
| V. Severini        | -        | -       | 18                 | 2                  | 18       | 2      |
| H. Tozzi           | 25       | 7       | 4                  | 0                  | 29       | 7      |
| V. Troilo          | -        | -       | 12                 | 1                  | 12       | 1      |
| P. Vivolo          | 11       | 4       | 5                  | 0                  | 16       | 4      |

## Riserve
La squadra riserve della Lazio ha disputato nella stagione 1957-1958 il Campionato Cadetti.

### Rosa
| N. |                   | Ruolo | Calciatore           |
| -- | ----------------- | ----- | -------------------- |
|    | Italia (bandiera) | P     | Nicola Giannisi      |
|    | Italia (bandiera) | P     | Luciano Giglietti    |
|    | Italia (bandiera) | P     | Nello Orlandi        |
|    | Italia (bandiera) | D     | Paolo Cioccarelli    |
|    | Italia (bandiera) | D     | Gino Ciucci Giuliani |
|    | Italia (bandiera) | D     | Mario Colombo        |
|    | Italia (bandiera) | D     | Giovanni Di Veroli   |
|    | Italia (bandiera) | D     | Adelmo Eufemi        |
|    | Italia (bandiera) | D     | Massimo Giovagnoni   |
|    | Italia (bandiera) | D     | Nicola Lo Buono      |
|    | Italia (bandiera) | D     | Alfredo Napoleoni    |
|    | Italia (bandiera) | D     | Carlo Natali         |
|    | Italia (bandiera) | D     | Umberto Pinardi      |
|    | Italia (bandiera) | C     | Giorgio Bravi        |
|    | Italia (bandiera) | C     | Franco Carradori     |
|    | Italia (bandiera) | C     | Dante Castellazzi    |

| N. |                    | Ruolo | Calciatore           |
| -- | ------------------ | ----- | -------------------- |
|    | Italia (bandiera)  | C     | Luigi Fuin           |
|    | Italia (bandiera)  | C     | Auro Laquidara       |
|    | Italia (bandiera)  | C     | Arnaldo Lucentini    |
|    | Italia (bandiera)  | C     | Antonio Mattioli     |
|    | Italia (bandiera)  | C     | Luigi Moltrasio      |
|    | Italia (bandiera)  | C     | Bruno Nuccitelli     |
|    | Italia (bandiera)  | C     | Ugo Pozzan           |
|    | Italia (bandiera)  | C     | Venanzio Severini    |
|    | Italia (bandiera)  | C     | Valerio Troilo       |
|    | Italia (bandiera)  | A     | Alessandro Biancolin |
|    | Italia (bandiera)  | A     | Renzo Burini         |
|    | Italia (bandiera)  | A     | Nicola Chiricallo    |
|    | Italia (bandiera)  | A     | Brunello Cocciuti    |
|    | Italia (bandiera)  | A     | Nicola Menichelli    |
|    | Brasile (bandiera) | A     | Humberto Tozzi       |
|    | Italia (bandiera)  | A     | Pasquale Vivolo      |